# Хашдате (Савадисла)
Хашдате (рум. Hășdate) насеље је у Румунији у округу Клуж у општини Савадисла. Oпштина се налази на надморској висини од 617 m.

## Становништво
Према подацима из 2002. године у насељу је живело 578 становника, од којих су сви румунске националности.